# Musa fitzalanii
El plátano del río Daintree (Musa fitzalanii) es una especie de plátano silvestre (género Musa), que era nativa del noreste de Queensland, Australia, pero ahora se cree que está extinta. El espécimen tipo fue recolectado en el siglo XIX, en las cercanías de 'río Daintree'. Junto con M. acuminata y M. jackeyi, era una de las tres especies nativas de Australia. Se colocó en la sección Callimusa (ahora incluye la sección anterior Australimusa).